# Séries éliminatoires de la Coupe Stanley 1991
Année précédente Année suivante
Les séries éliminatoires de la Coupe Stanley 1991 font suite à la saison 1990-1991 de la Ligue nationale de hockey. Les Penguins de Pittsburgh remportent pour la première fois de leur histoire le trophée en battant en finale les North Stars du Minnesota sur le score de 4 matchs à 2.

## Arbre de qualification
|  | Quarts de finale d'association | Quarts de finale d'association | Quarts de finale d'association |   |             | Demi-finales d'association | Demi-finales d'association | Demi-finales d'association |  |    | Finales d'association | Finales d'association | Finales d'association |  |    | Finale de la Coupe Stanley | Finale de la Coupe Stanley | Finale de la Coupe Stanley |
|  |                                |                                |                                |   |             |                            |                            |                            |  |    |                       |                       |                       |  |    |                            |                            |                            |
|  | A1                             | Boston                         | 4                              |   |             |                            |                            |                            |  |    |                       |                       |                       |  |    |                            |                            |                            |
|  | A4                             | Hartford                       | 2                              |   |             |                            |                            |                            |  |    |                       |                       |                       |  |    |                            |                            |                            |
|  | A4                             | Hartford                       | 2                              |   | A1          | Boston                     | 4                          |                            |  |    |                       |                       |                       |  |    |                            |                            |                            |
|  |                                |                                |                                |   | A1          | Boston                     | 4                          |                            |  |    |                       |                       |                       |  |    |                            |                            |                            |
|  |                                | A2                             | Montréal                       | 3 |             |                            |                            |                            |  |    |                       |                       |                       |  |    |                            |                            |                            |
|  | A3                             | A2                             | Montréal                       | 3 | Buffalo     | 2                          |                            |                            |  |    |                       |                       |                       |  |    |                            |                            |                            |
|  | A3                             |                                |                                |   | Buffalo     | 2                          |                            |                            |  |    |                       |                       |                       |  |    |                            |                            |                            |
|  | A2                             | Montréal                       | 4                              |   |             |                            |                            |                            |  |    |                       |                       |                       |  |    |                            |                            |                            |
|  | A2                             | Montréal                       | 4                              |   |             |                            |                            |                            |  | A1 | Boston                | 2                     |                       |  |    |                            |                            |                            |
|  | Association Prince de Galles   |                                |                                |   |             |                            |                            |                            |  | A1 | Boston                | 2                     |                       |  |    |                            |                            |                            |
|  |                                | P1                             | Pittsburgh                     | 4 |             |                            |                            |                            |  |    |                       |                       |                       |  |    |                            |                            |                            |
|  | P1                             | P1                             | Pittsburgh                     | 4 | Pittsburgh  | 4                          |                            |                            |  |    |                       |                       |                       |  |    |                            |                            |                            |
|  | P1                             |                                |                                |   | Pittsburgh  | 4                          |                            |                            |  |    |                       |                       |                       |  |    |                            |                            |                            |
|  | P4                             | New Jersey                     | 3                              |   |             |                            |                            |                            |  |    |                       |                       |                       |  |    |                            |                            |                            |
|  | P4                             | New Jersey                     | 3                              |   | P1          | Pittsburgh                 | 4                          |                            |  |    |                       |                       |                       |  |    |                            |                            |                            |
|  |                                |                                |                                |   | P1          | Pittsburgh                 | 4                          |                            |  |    |                       |                       |                       |  |    |                            |                            |                            |
|  |                                | P3                             | Washington                     | 1 |             |                            |                            |                            |  |    |                       |                       |                       |  |    |                            |                            |                            |
|  | P3                             | P3                             | Washington                     | 1 | Washington  | 4                          |                            |                            |  |    |                       |                       |                       |  |    |                            |                            |                            |
|  | P3                             |                                |                                |   | Washington  | 4                          |                            |                            |  |    |                       |                       |                       |  |    |                            |                            |                            |
|  | P2                             | NY Rangers                     | 2                              |   |             |                            |                            |                            |  |    |                       |                       |                       |  |    |                            |                            |                            |
|  | P2                             | NY Rangers                     | 2                              |   |             |                            |                            |                            |  |    |                       |                       |                       |  | P1 | Pittsburgh                 | 4                          |                            |
|  |                                |                                |                                |   |             |                            |                            |                            |  |    |                       |                       |                       |  | P1 | Pittsburgh                 | 4                          |                            |
|  |                                | N4                             | Minnesota                      | 2 |             |                            |                            |                            |  |    |                       |                       |                       |  |    |                            |                            |                            |
|  | N1                             | N4                             | Minnesota                      | 2 | Chicago     | 2                          |                            |                            |  |    |                       |                       |                       |  |    |                            |                            |                            |
|  | N1                             |                                |                                |   | Chicago     | 2                          |                            |                            |  |    |                       |                       |                       |  |    |                            |                            |                            |
|  | N4                             | Minnesota                      | 4                              |   |             |                            |                            |                            |  |    |                       |                       |                       |  |    |                            |                            |                            |
|  | N4                             | Minnesota                      | 4                              |   | N4          | Minnesota                  | 4                          |                            |  |    |                       |                       |                       |  |    |                            |                            |                            |
|  |                                |                                |                                |   | N4          | Minnesota                  | 4                          |                            |  |    |                       |                       |                       |  |    |                            |                            |                            |
|  |                                | N2                             | Saint-Louis                    | 2 |             |                            |                            |                            |  |    |                       |                       |                       |  |    |                            |                            |                            |
|  | N3                             | N2                             | Saint-Louis                    | 2 | Détroit     | 3                          |                            |                            |  |    |                       |                       |                       |  |    |                            |                            |                            |
|  | N3                             |                                |                                |   | Détroit     | 3                          |                            |                            |  |    |                       |                       |                       |  |    |                            |                            |                            |
|  | N2                             | Saint-Louis                    | 4                              |   |             |                            |                            |                            |  |    |                       |                       |                       |  |    |                            |                            |                            |
|  | N2                             | Saint-Louis                    | 4                              |   |             |                            |                            |                            |  | N4 | Minnesota             | 4                     |                       |  |    |                            |                            |                            |
|  | Association Campbell           |                                |                                |   |             |                            |                            |                            |  | N4 | Minnesota             | 4                     |                       |  |    |                            |                            |                            |
|  |                                | S3                             | Edmonton                       | 1 |             |                            |                            |                            |  |    |                       |                       |                       |  |    |                            |                            |                            |
|  | S1                             | S3                             | Edmonton                       | 1 | Los Angeles | 4                          |                            |                            |  |    |                       |                       |                       |  |    |                            |                            |                            |
|  | S1                             |                                |                                |   | Los Angeles | 4                          |                            |                            |  |    |                       |                       |                       |  |    |                            |                            |                            |
|  | S4                             | Vancouver                      | 2                              |   |             |                            |                            |                            |  |    |                       |                       |                       |  |    |                            |                            |                            |
|  | S4                             | Vancouver                      | 2                              |   | S1          | Los Angeles                | 2                          |                            |  |    |                       |                       |                       |  |    |                            |                            |                            |
|  |                                |                                |                                |   | S1          | Los Angeles                | 2                          |                            |  |    |                       |                       |                       |  |    |                            |                            |                            |
|  |                                | S3                             | Edmonton                       | 4 |             |                            |                            |                            |  |    |                       |                       |                       |  |    |                            |                            |                            |
|  | S3                             | S3                             | Edmonton                       | 4 | Edmonton    | 4                          |                            |                            |  |    |                       |                       |                       |  |    |                            |                            |                            |
|  | S3                             |                                |                                |   | Edmonton    | 4                          |                            |                            |  |    |                       |                       |                       |  |    |                            |                            |                            |
|  | S2                             | Calgary                        | 3                              |   |             |                            |                            |                            |  |    |                       |                       |                       |  |    |                            |                            |                            |

## Demi-finales de division

### Boston contre Hartford
Les Bruins de Boston, premiers de l'association Prince de Galles, rencontrent au premier tour des séries les Whalers de Hartford, derniers qualifiés. Après une première défaite à domicile, les Bruins se reprennent en remportant les deux rencontres suivantes. Hartford remporte le quatrième match mais concède une nouvelle défaite ; les Bruins l'emportent lors du sixième match par deux buts inscrits lors des deux premiers tirs de l'équipe par l'intermédiaire de Nevin Markwart et Robert Sweeney. Finalement, ils gagnent ce dernier match sur la marque de 3-1.
| 3 avril | Boston | 2-5 (1-1, 1-2, 0-2) | Hartford | Boston Garden 14 448 spectateurs |

| Feuille de match | Feuille de match                                                                                  | Feuille de match            | Feuille de match | Feuille de match |
| ---------------- | ------------------------------------------------------------------------------------------------- | --------------------------- | --- | ---------------- |
|                  | J. Lazaro (R. Bourque, D. Poulin) — 23 s - P. Skriko (P. Bourque, G. Wesley) — 36 min 45 s (SN) - | 1-0 1-1 1-2 1-3 2-3 2-4 2-5 | - P. Verbeek (Z. Zalapski, J. Cullen) — 14 min 11 s (SN) K. Dineen (D. Evason, R. Ladouceur) — 22 min 18 s R. Brown (Cullen, Verbeek) — 29 min 37 s (SN) - J. Cullen (B. Shaw) — 55 min 49 s P. Cyr (D. Evason, R. Ladouceur) — 56 min 17 s |                  |
| A. Moog          | Gardiens                                                                                          | P. Sidorkiewicz             | |                  |
|                  |                                                                                                   |                             | |                  |
| 28               | Tirs                                                                                              | 24                          | |                  |

| 5 avril | Boston | 4-3 (1-2, 1-1, 2-0) | Hartford | Boston Garden 14 448 spectateurs |

| Feuille de match | Feuille de match | Feuille de match            | Feuille de match | Feuille de match |
| ---------------- | --- | --------------------------- | --- | ---------------- |
|                  | P. Skriko (G. Wesley, K. Hodge) — 13 s - C. Neely (P. Bourque, K. Hodge) — 29 min 22 s - C. Neely (C. Janney) — 51 min 39 s C. Neely (C. Janney, B. Carpenter) — 56 min 38 s | 1-0 1-1 1-2 2-2 2-3 3-3 3-4 | - M. Hunter (R. Ladouceur) — 5 min 18 s P. Verbeek (Z. Zalapski) — 18 min 55 s - R. Ladouceur (S. Côté, D. Evason) — 38 min 12 s - |                  |
| A. Moog          | Gardiens | P. Sidorkiewicz             | |                  |
|                  | |                             | |                  |
|                  | |                             | |                  |

| 7 avril | Hartford | 3-6 (0-1, 1-1, 2-4) | Boston | Hartford Civic Center |

| Feuille de match | Feuille de match | Feuille de match | Feuille de match | Feuille de match |
| ---------------- | ---------------- | ---------------- | ---------------- | ---------------- |
|                  |                  |                  |                  |                  |
|                  |                  |                  |                  |                  |
|                  |                  |                  |                  |                  |
|                  |                  |                  |                  |                  |

| 9 avril | Hartford | 4-3 (4-2, 0-0, 0-1) | Boston | Hartford Civic Center |

| Feuille de match | Feuille de match | Feuille de match | Feuille de match | Feuille de match |
| ---------------- | ---------------- | ---------------- | ---------------- | ---------------- |
|                  |                  |                  |                  |                  |
|                  |                  |                  |                  |                  |
|                  |                  |                  |                  |                  |
|                  |                  |                  |                  |                  |

| 11 avril | Boston | 6-1 (0-0, 0-1, 6-0) | Hartford | Boston Garden |

| Feuille de match | Feuille de match | Feuille de match | Feuille de match | Feuille de match |
| ---------------- | ---------------- | ---------------- | ---------------- | ---------------- |
|                  |                  |                  |                  |                  |
|                  |                  |                  |                  |                  |
|                  |                  |                  |                  |                  |
|                  |                  |                  |                  |                  |

| 13 avril | Hartford | 1-3 (0-2, 0-1, 1-3) | Boston | Hartford Civic Center |

| Feuille de match | Feuille de match | Feuille de match | Feuille de match | Feuille de match |
| ---------------- | ---------------- | ---------------- | ---------------- | ---------------- |
|                  |                  |                  |                  |                  |
|                  |                  |                  |                  |                  |
|                  |                  |                  |                  |                  |
|                  |                  |                  |                  |                  |

### Montréal contre Buffalo
| 3 avril | Montréal | 7-5 | Buffalo |  |

| 5 avril | Montréal | 5-4 | Buffalo |  |

| 7 avril | Buffalo | 5-4 | Montréal |  |

| 9 avril | Buffalo | 6-4 | Montréal |  |

| 11 avril | Montréal | 4-3 (pr) | Buffalo |  |

| 9 avril | Buffalo | 1-5 | Montréal |  |

### Pittsburgh contre New Jersey
| 3 avril | Pittsburgh | 1-3 (0-0, 1-1, 0-2) | New Jersey | Pittsburgh Civic Arena 16 164 spectateurs |

| Feuille de match | Feuille de match                                  | Feuille de match | Feuille de match | Feuille de match |
| ---------------- | ------------------------------------------------- | ---------------- | --- | ---------------- |
|                  | M. Lemieux (Stevens, Recchi) — 30 min 48 s (SN) - | 1-0 1-1 1-2 1-3  | - Šťastný (Shanahan, Kassatonov) — 35 min 42 s (SN) Šťastný (Madill, Weinrich) — 44 min 12 s Boschman (Daneyko) — 45 min 2 s |                  |
| T. Barrasso      | Gardiens                                          | C. Terreri       | |                  |
| 34 min           | Pénalités                                         | 50 min           | |                  |
| 27               | Tirs                                              | 35               | |                  |

| 5 avril | Pittsburgh | 5-4 (pr) (1-1, 2-2, 1-1, 1-0) | New Jersey | Pittsburgh Civic Arena 16 164 spectateurs |

| Feuille de match | Feuille de match | Feuille de match                    | Feuille de match | Feuille de match |
| ---------------- | --- | ----------------------------------- | --- | ---------------- |
|                  | - Stevens (Recchi, M. Lemieux) — 6 min 54 s (SN) - Coffey (M. Lemieux, Recchi) — 30 min 32 s - Bourque (Trottier, Jágr) — 37 min 1 s Loney (Stevens, Roberts) — 43 min 21 s - Jágr (Bourque, Hrdina) — 68 min 52 s | 0-1 1-1 1-2 2-2 2-3 3-3 4-3 4-4 5-4 | MacLean (Morris, Kassatonov) — 2 min 50 s - Maclean (Morris, Shanahan) — 21 min 44 s - Shanahan (Maclean, Albelin) — 31 min 47 s - Kassatonov (Boschman, Brown) — 44 min 6 s |                  |
| T. Barrasso      | Gardiens | C. Terreri                          | |                  |
| 48 min           | Pénalités | 28 min                              | |                  |
| 26               | Tirs | 40                                  | |                  |

| 7 avril | New Jersey | 3-4 (1-1, 1-1, 1-2) | Pittsburgh | Continental Airlines Arena 16 899 spectateurs |

| Feuille de match | Feuille de match | Feuille de match        | Feuille de match | Feuille de match |
| ---------------- | --- | ----------------------- | --- | ---------------- |
|                  | - Shanahan (Šťastný, Maclean) — 12 min 32 s (SN) - Shanahan (Maclean, Morris) — 33 min 22 s (SN) - Brown (Conacher, Kassatonov) — 54 min 46 s (IN) - | 0-1 1-1 1-2 2-2 3-3 3-4 | Recchi (Lemieux, Coffey) — 4 min 56 s (SN) - Errey (Lemieux, Recchi) — 22 min 5 s - Mullen (Stevens, Coffey) — 43 min 15 s - Recchi — 59 min 10 s |                  |
| C. Terreri       | Gardiens | T. Barrasso             | |                  |
| 26 min           | Pénalités | 24 min                  | |                  |
| 36               | Tirs | 34                      | |                  |

| 9 avril | New Jersey | 4-1 (2-0, 0-0, 2-1) | Pittsburgh | Continental Airlines Arena 16 552 spectateurs |

| Feuille de match | Feuille de match | Feuille de match    | Feuille de match                                      | Feuille de match |
| ---------------- | --- | ------------------- | ----------------------------------------------------- | ---------------- |
|                  | C. Lemieux (Ciger, Muller) — 6 min 45 s Šťastný (Anderson, Madill) — 7 min 38 s - MacLean (Shanahan, Morris) — 56 min 42 s C. Lemieux (Brown, Kassatonov) — 58 min 43 s (SN) | 1-0 2-0 2-1 3-1 4-1 | - M. Lemieux (S. Young, Stevens) — 44 min 41 s (SN) - |                  |
| C. Terreri       | Gardiens | T. Barrasso         |                                                       |                  |
|                  | |                     |                                                       |                  |
| 29               | Tirs | 34                  |                                                       |                  |

| 11 avril | Pittsburgh | 2-4 (2-0, 0-0, 2-2) | New Jersey | Pittsburgh Civic Arena 16 164 spectateurs |

| Feuille de match | Feuille de match                                                  | Feuille de match        | Feuille de match | Feuille de match |
| ---------------- | ----------------------------------------------------------------- | ----------------------- | --- | ---------------- |
|                  | - Francis (Recchi) — 40 min 54 s Murphy (Francis) — 43 min 41 s - | 1-0 2-0 2-1 2-2 3-2 4-2 | Maclean (Driver) — 3 min 20 s (SN) Driver (Shanahan, Šťastný) — 13 min 15 s (SN) - C. Lemieux (Muller, Šťastný) — 52 min 59 s (SN) Brown (Conacher) — 59 min 38 s |                  |
| T. Barrasso      | Gardiens                                                          | C. Terreri              | |                  |
| 30 min           | Pénalités                                                         | 32 min                  | |                  |
| 41               | Tirs                                                              | 24                      | |                  |

| 13 avril | New Jersey | 3-4 (1-3, 2-1, 0-0) | Pittsburgh | Continental Airlines Arena 19 040 spectateurs |

| Feuille de match | Feuille de match                                                                                       | Feuille de match            | Feuille de match | Feuille de match |
| ---------------- | --- | --------------------------- | --- | ---------------- |
|                  | MacLean — 3 min 29 s - Weinrich (Driver, Shanahan) — 32 min 32 s (SN) C. Lemieux (Ciger) — 33 min 48 s | 1-0 1-1 1-2 1-3 1-4 2-4 3-4 | - Stevens (Recchi) — 10 min 48 s Stevens (Recchi, Mullen, SN) — 13 min 17 s Jágr (M. Lemieux, Francis) — 19 min 37 s (SN) Francis (Recchi, Stevens) — 26 min 42 s |                  |
| C. Terreri       | Gardiens                                                                                               | F. Pietrangelo              | |                  |
|                  | |                             | |                  |
| 31               | Tirs                                                                                                   | 23                          | |                  |

| 15 avril | Pittsburgh | 4-0 (2-0, 1-0, 1-0) | New Jersey | Pittsburgh Civic Arena 16 164 spectateurs |

| Feuille de match | Feuille de match | Feuille de match | Feuille de match | Feuille de match |
| ---------------- | --- | ---------------- | ---------------- | ---------------- |
|                  | Hrdina — 6 min 17 s M. Lemieux (Recchi) — 13 min 6 s Hrdina (Bourque, Jágr) — 20 min 29 s Coffey (Pietrangelo) — 40 min 56 s | 1-0 2-0 3-0 4-0  | -                |                  |
| F. Pietrangelo   | Gardiens | C. Terreri       |                  |                  |
|                  | |                  |                  |                  |
| 36               | Tirs | 27               |                  |                  |

### Rangers de New York contre Washington
| 3 avril | Rangers de New York | 2-1 | Washington |  |

| 5 avril | Rangers de New York | 0-3 | Washington |  |

| 7 avril | Washington | 0-6 | Rangers de New York |  |

| 9 avril | Washington | 3-2 | Rangers de New York |  |

| 11 avril | Rangers de New York | 4-5 | Washington |  |

| 13 avril | Washington | 4-2 | Rangers de New York |  |

Washington gagne la série 4-2.

### Chicago contre Minnesota
| 4 avril | Chicago | 3-4 (pr) | Minnesota |  |

| 6 avril | Chicago | 5-2 | Minnesota |  |

| 8 avril | Minnesota | 5-6 | Chicago |  |

| 10 avril | Minnesota | 3-1 | Chicago |  |

| 12 avril | Chicago | 0-6 | Minnesota |  |

| 14 avril | Minnesota | 3-1 | Chicago |  |

Minnesota gagne la série 4-2.

### Saint-Louis contre Détroit
| 4 avril | Saint-Louis | 3-6 | Détroit |  |

| 6 avril | Saint-Louis | 4-2 | Détroit |  |

| 8 avril | Détroit | 5-2 | Saint-Louis |  |

| 10 avril | Détroit | 4-3 | Saint-Louis |  |

| 12 avril | Saint-Louis | 6-1 | Détroit |  |

| 14 avril | Détroit | 0-3 | Saint-Louis |  |

| 16 avril | Saint-Louis | 3-2 | Détroit |  |

Saint-Louis gagne la série 4-3.

### Los Angeles contre Vancouver
| 4 avril | Los Angeles | 5-6 | Vancouver |  |

| 6 avril | Los Angeles | 3-2 (pr) | Vancouver |  |

| 8 avril | Vancouver | 2-1 (pr) | Los Angeles |  |

| 10 avril | Vancouver | 1-6 | Los Angeles |  |

| 12 avril | Los Angeles | 7-4 | Vancouver |  |

| 14 avril | Vancouver | 1-4 | Los Angeles |  |

Le soir du 10 avril, Gretzky inscrit le 93e but de sa carrière lors des séries et il devient ainsi le meilleur buteur de l'histoire de la LNH en dépassant le record détenu jusque-là par Jari Kurri, ancien coéquipier de Gretzky à Edmonton. Los Angeles gagne la série 4-2.

### Calgary contre Edmonton
| 4 avril | Calgary | 1-3 | Edmonton |  |

| 6 avril | Calgary | 3-1 | Edmonton |  |

| 8 avril | Edmonton | 4-3 | Calgary |  |

| 10 avril | Edmonton | 5-2 | Calgary |  |

| 12 avril | Calgary | 5-3 | Edmonton |  |

| 14 avril | Edmonton | 1-2 (Pr) | Calgary |  |

| 16 avril | Calgary | 4-5 (Pr) | Edmonton |  |

Edmonton gagne la série 4-3.

## Finales de division

### Boston contre Montréal
| 17 avril | Boston | 2-1 | Montréal |  |

| 19 avril | Boston | 3-4 (pr) | Montréal |  |

| 21 avril | Montréal | 2-3 | Boston |  |

| 23 avril | Montréal | 6-2 | Boston |  |

| 25 avril | Boston | 4-1 | Montréal |  |

| 27 avril | Montréal | 3-2 (pr) | Boston |  |

| 29 avril | Boston | 2-1 | Montréal |  |

Boston gagne la série 4-3.

### Pittsburgh contre Washington
| 17 avril | Pittsburgh | 2-4 (1-0, 1-1, 0-3) | Washington | Pittsburgh Civic Arena 16 164 spectateurs |

| Feuille de match | Feuille de match                                                                            | Feuille de match        | Feuille de match | Feuille de match |
| ---------------- | ------------------------------------------------------------------------------------------- | ----------------------- | --- | ---------------- |
|                  | Murphy (Recchi, Coffey) — 17 min 45 s (SN) - Lemieux (Bourque, Stevens) — 33 min 9 s (SN) - | 1-0 1-1 2-1 2-2 2-3 2-4 | - Johansson (Hatcher) — 26 min 7 s (SN) - Hatcher (Johansson, Pivoňka) — 41 min 37 s (SN) Iafrate (Khristitch, Ridley) — 55 min 31 s Miller (Ridley, Langway) — 59 min 10 s |                  |
| F. Pietrangelo   | Gardiens                                                                                    | D. Beaupre              | |                  |
|                  |                                                                                             |                         | |                  |
|                  |                                                                                             |                         | |                  |

| 19 avril | Pittsburgh | 7-6 (pr) (2-1, 3-2, 1-3, 1-0) | Washington | Pittsburgh Civic Arena 16 164 spectateurs |

| Feuille de match | Feuille de match | Feuille de match                                    | Feuille de match | Feuille de match |
| ---------------- | --- | --------------------------------------------------- | --- | ---------------- |
|                  | - Bourque (Recchi, Lemieux) — 13 min 59 s Mullen (Stevens, Murphy) — 18 min 11 s Recchi (Coffey, Lemieux) — 20 min 35 s (SN) - Recchi (Coffey, Lemieux) — 25 min 51 s (SN) - Stevens (Coffey, Stanton) — 33 min 35 s - Gilhen (Recchi, Stanton) — 55 min 25 s Stevens (Francis, Mullen) — 69 min 10 s | 0-1 1-1 2-1 3-1 3-2 4-2 4-3 5-3 5-4 5-5 5-6 6-6 7-6 | Hunter (Tippett, Ciccarelli) — 12 min 42 s - Druce (Pivoňka, Hunter) — 23 min 46 s (SN) - Ridley (Johansson) — 31 min 36 s (SN) - Ciccarelli (Hatcher, Johansson) — 42 min 17 s (SN) Ciccarelli (Johansson, Khristitch) — 48 min 5 s Johansson (Hunter, Leach) — 50 min 26 s - |                  |
| F. Pietrangelo   | Gardiens | D. Beaupre M. Liut                                  | |                  |
|                  | |                                                     | |                  |
| 43               | Tirs | 42                                                  | |                  |

| 21 avril | Washington | 1-3 (1-1, 0-2, 0-0) | Pittsburgh | Capital Centre 18 130 spectateurs |

| Feuille de match | Feuille de match                                  | Feuille de match | Feuille de match | Feuille de match |
| ---------------- | ------------------------------------------------- | ---------------- | --- | ---------------- |
|                  | - Ciccarelli (Hunter, Pivoňka, SN) — 8 min 25 s - | 0-1 1-1 1-2 1-3  | Lemieux (Recchi, Murphy) — 4 min 53 s - Stevens (Lemieux, Barrasso) — 29 min 30 s Trottier (Murphy, Jágr) — 35 min 32 s |                  |
| D. Beaupre       | Gardiens                                          | T. Barrasso      | |                  |
|                  |                                                   |                  | |                  |
| 27               | Tirs                                              | 22               | |                  |

| 23 avril | Washington | 1-3 (1-1, 0-0, 0-2) | Pittsburgh | Capital Centre 17 867 spectateurs |

| Feuille de match | Feuille de match                                | Feuille de match | Feuille de match | Feuille de match |
| ---------------- | ----------------------------------------------- | ---------------- | --- | ---------------- |
|                  | Bergland (Ciccarelli, Johansson) — 9 min 43 s - | 1-0 1-1 1-2 1-3  | - Recchi (Stevens, Lemieux) — 18 min 1 s (SN) Stevens (Recchi, Lemieux) — 49 min 14 s Bourque (Recchi) — 59 min 28 s |                  |
| D. Beaupre       | Gardiens                                        | T. Barrasso      | |                  |
|                  |                                                 |                  | |                  |
| 39               | Tirs                                            | 19               | |                  |

| 25 avril | Pittsburgh | 4-1 (1-0, 1-1, 2-0) | Washington | Pittsburgh Civic Arena 16 164 spectateurs |

| Feuille de match | Feuille de match | Feuille de match    | Feuille de match                   | Feuille de match |
| ---------------- | --- | ------------------- | ---------------------------------- | ---------------- |
|                  | Mullen (Jágr, Hrdina) — 15 min 38 s Francis (Mullen, Stevens) — 24 min 11 s - Jágr — 57 min 53 s Recchi (Lemieux, Bourque) — 58 min 43 s | 1-0 2-0 2-1 3-1 4-1 | - Tippett (Bondra) — 29 min 13 s - |                  |
| T. Barrasso      | Gardiens | D. Beaupre          |                                    |                  |
|                  | |                     |                                    |                  |
| 31               | Tirs | 34                  |                                    |                  |

### Saint-Louis contre Minnesota
| 18 avril | Saint-Louis | 1-2 | Minnesota |  |

| 20 avril | Saint-Louis | 5-2 | Minnesota |  |

| 22 avril | Minnesota | 5-1 | Saint-Louis |  |

| 24 avril | Minnesota | 8-4 | Saint-Louis |  |

| 26 avril | Saint-Louis | 4-2 | Minnesota |  |

| 28 avril | Minnesota | 3-2 | Saint-Louis |  |

Minnesota gagne la série 4-2.

### Los Angeles contre Edmonton
| 18 avril | Los Angeles | 4-3 (pr) | Edmonton |  |

| 20 avril | Los Angeles | 3-4 (2 pr) | Edmonton |  |

| 22 avril | Edmonton | 4-3 (2 pr) | Los Angeles |  |

| 24 avril | Edmonton | 4-2 | Los Angeles |  |

| 26 avril | Los Angeles | 5-2 | Edmonton |  |

| 28 avril | Edmonton | 4-3 (pr) | Los Angeles |  |

Edmonton gagne la série 4-2.

## Finales d'association

### Boston contre Pittsburgh
| 1er mai | Boston | 6-3 (2-2, 2-0, 2-1) | Pittsburgh | Boston Garden 14 448 spectateurs |

| Feuille de match | Feuille de match | Feuille de match                    | Feuille de match                                                                                           | Feuille de match |
| ---------------- | --- | ----------------------------------- | --- | ---------------- |
|                  | - Janney (Galley) — 5 min 31 s - Neely (Janney, Růžička) — 16 min 2 s B. Sweeney (Růžička, Bourque) — 23 min 23 s Neely — 52 min 17 s - Christian (Poulin) — 35 min 35 s Bourque (Wesley, Christian) — 56 min 2 s (SN) | 0-1 1-1 1-2 2-2 3-2 4-2 4-3 5-3 6-3 | Mullen (Bourque) — 1 min 5 s - Stevens (Recchi, Lemieux) — 8 min 28 s (SN) - Errey (Murphy) — 46 min 8 s - |                  |
| A. Moog          | Gardiens | T. Barrasso                         | |                  |
|                  | |                                     | |                  |
|                  | |                                     | |                  |

| 3 mai | Boston | 5-4 (Pr) (2-2, 1-0, 1-2, 1-0) | Pittsburgh | Boston Garden |

| Feuille de match | Feuille de match | Feuille de match                    | Feuille de match | Feuille de match |
| ---------------- | --- | ----------------------------------- | --- | ---------------- |
|                  | Neely (Janney, Růžička) — 5 min 23 s - Wesley (Růžička, Bourque) — 8 min 7 s - Bourque (Janney, Růžička) — 20 min 38 s - Janney (Růžička, Bourque) — 56 min 49 s Růžička (Christian, Poulin) — 68 min 14 s | 1-0 1-1 2-1 2-2 3-2 3-3 3-4 4-4 5-4 | - Stevens (Francis, Recchi) — 5 min 36 s - Lemieux (Loney, Jágr) — 16 min 34 s - Recchi (Lemieux, Young) — 51 min 1 s (SN) Lemieux — 53 min - |                  |
| A. Moog          | Gardiens | T. Barrasso                         | |                  |
|                  | |                                     | |                  |
|                  | |                                     | |                  |

| 5 mai | Pittsburgh | 4-2 (1-0, 3-1, 0-0) | Boston | Pittsburgh Civic Arena 16 164 spectateurs |

| Feuille de match | Feuille de match | Feuille de match     | Feuille de match                            | Feuille de match |
| ---------------- | --- | -------------------- | ------------------------------------------- | ---------------- |
|                  | Stevens (Stanton, Francis) — 13 min 31 s Francis (Murphy, Stevens) — 25 min 1 s - Jennings (Lemieux, Recchi) — 30 min 40 s Lemieux — 33 min 11 s | 1-0 2-0 2-1 3-1 4-1  | – - Bourque (Neely, Janney) — 30 min 24 s - |                  |
| T. Barrasso      | Gardiens | A. Moog — R. Lemelin |                                             |                  |
|                  | |                      |                                             |                  |
| 33               | Tirs | 28                   |                                             |                  |

| 7 mai | Pittsburgh | 4-1 (1-0, 1-0, 2-1) | Boston | Pittsburgh Civic Arena 16 164 spectateurs |

| Feuille de match | Feuille de match | Feuille de match    | Feuille de match                       | Feuille de match |
| ---------------- | --- | ------------------- | -------------------------------------- | ---------------- |
|                  | Errey (Lemieux, Recchi) — 8 min 49 s Mullen (Francis, Jennings) — 32 min 8 s - Lemieux (Recchi, Errey) — 50 min 23 s Stevens (Francis) — 57 min 22 s (SN) | 1-0 2-0 2-1 3-1 4-1 | - Christian (Burridge) — 48 min 38 s - |                  |
| T. Barrasso      | Gardiens | A. Moog             |                                        |                  |
|                  | |                     |                                        |                  |
| 38               | Tirs | 30                  |                                        |                  |

| 9 mai | Boston | 2-7 (2-3, 0-2, 0-2) | Pittsburgh | Boston Garden 14 448 spectateurs |

| Feuille de match     | Feuille de match                                                              | Feuille de match                    | Feuille de match | Feuille de match |
| -------------------- | ----------------------------------------------------------------------------- | ----------------------------------- | --- | ---------------- |
|                      | D. Sweeney (B. Sweeney) — 40 s - Janney (Hodge, Bourque) — 19 min 27 s (SN) - | 1-0 1-1 1-2 1-3 2-3 2-4 2-5 2-6 2-7 | - Stevens (Young, Murphy) — 7 min 55 s Lemieux (Stevens, Recchi) — 12 min 4 s (SN) Trottier (Samuelsson, Loney) — 15 min 49 s - Stevens (Lemieux, Young) — 33 min 4 s (SN) Stanton — 37 min 2 s Murphy (Lemieux, Stevens) — 41 min 8 s (SN) Samuelsson (Lemieux, Stevens) — 45 min 36 s |                  |
| A. Moog — R. Lemelin | Gardiens                                                                      | T. Barrasso                         | |                  |
|                      |                                                                               |                                     | |                  |
| 36                   | Tirs                                                                          | 33                                  | |                  |

| 11 mai | Pittsburgh | 3-5 (0-0, 2-2, 3-1) | Boston | Pittsburgh Civic Arena 16 164 spectateurs |

| Feuille de match | Feuille de match | Feuille de match                | Feuille de match | Feuille de match |
| ---------------- | --- | ------------------------------- | --- | ---------------- |
|                  | - Murphy (Lemieux, Young) — 31 min 45 s (SN) Bourque (Lemieux, Recchi) — 37 min 17 s Roberts (Recchi, Lemieux) — 50 min 6 s - Recchi (Roberts) — 55 min 40 s Lemieux — 59 min 32 s (CV) | 0-1 0-2 1-2 2-2 3-2 3-3 4-3 5-3 | Neely (Wiemer, Bourque) — 27 min 16 s (SN) Hodge (Bourque, B. Sweeney) — 29 min 33 s (SN) - D. Sweeney (Christian, Lazaro) — 52 min 13 s - |                  |
| T. Barrasso      | Gardiens | A. Moog                         | |                  |
|                  | |                                 | |                  |
| 28               | Tirs | 28                              | |                  |

### Edmonton contre Minnesota
| 2 mai | Edmonton | 1-3 | Minnesota |  |

| 4 mai | Edmonton | 7-2 | Minnesota |  |

| 6 mai | Minnesota | 7-3 | Edmonton |  |

| 8 mai | Minnesota | 5-1 | Edmonton |  |

| 10 mai | Edmonton | 2-3 | Minnesota |  |

Minnesota gagne la série 4-1.

## Finale de la Coupe Stanley
Pour la finale de la Coupe Stanley, les Penguins rencontrent les North Stars. Il s'agit de la première finale de la Coupe depuis 1982 sans aucune équipe de l'Alberta — les Oilers ou les Flames de Calgary — et elle oppose les deuxièmes de l'association Prince de Galles à l'équipe classée septième dans l'association Campbell.
Au cours du deuxième match de la série, Mario Lemieux inscrit un des plus beaux buts de sa carrière : lancé par Phil Bourque, Lemieux se défait de Shawn Chambers en lui passant le palet du revers de la crosse entre les jambes puis fonce à toute vitesse sur le gardien des North Stars, Jon Casey. Feintant sur la gauche du gardien, Lemieux fait passer le palet de l'intérieur de sa crosse à l'extérieur pour finir sa course en glissade et inscrire le but sur la droite de Casey,.
Finalement, les Penguins soulèvent leur première Coupe Stanley en remportant le sixième match 8-0 et terminant par un blanchissage de Tom Barrasso. Le score de 8-0 est le score le plus élevé pour un match de la finale depuis le 23-2 infligé par les Silver Seven d'Ottawa aux Nuggets de Dawson City lors de la finale de 1905. Lemieux devient le premier joueur des Penguins à remporter le trophée Conn-Smythe, titre du meilleur joueur des séries.
| 15 mai | Pittsburgh | 4-5 (1-2, 2-2, 1-1) | Minnesota | Pittsburgh Civic Arena 16 164 spectateurs |

| Feuille de match | Feuille de match | Feuille de match                    | Feuille de match | Feuille de match |
| ---------------- | --- | ----------------------------------- | --- | ---------------- |
|                  | Samuelsson (Francis) — 3 min 45 s Lemieux (Francis) — 23 min 54 s (IN) S. Young (Murphy, Jágr) — 27 min 43 s (SN) Mullen (Jágr) — 50 min 35 s | 1-0 1-1 1-2 2-2 2-3 3-3 3-4 3-5 4-5 | Broten — 6 min 32 s Dahlen (Smith, Chambers) — 9 min 49 s Bureau (Gavin) — 26 min 53 s (IN) Broten (Modano) — 37 min 1 s Smith (Dahlen) — 41 min 39 s |                  |
| T. Barrasso      | Gardiens | J. Casey                            | |                  |
|                  | |                                     | |                  |
| 38               | Tirs | 29                                  | |                  |

| 17 mai | Pittsburgh | 4-1 (2-0, 2-1, 0-0) | Minnesota | Pittsburgh Civic Arena 16 164 spectateurs |

| Feuille de match | Feuille de match | Feuille de match | Feuille de match                            | Feuille de match |
| ---------------- | --- | ---------------- | ------------------------------------------- | ---------------- |
|                  | Errey (Taglianetti) — 14 min 26 s (IN) Stevens (Lemieux, Murphy) — 19 min 10 s (SN) Lemieux (Bourque) — 35 min 4 s Stevens (Mullen, Murphy) — 36 min 32 s |                  | Modano (Chambers, Casey) — 20 min 55 s (SN) |                  |
| T. Barrasso      | Gardiens | J. Casey         |                                             |                  |
|                  | |                  |                                             |                  |
| 31               | Tirs | 40               |                                             |                  |

| 19 mai | Minnesota | 3-1 (0-0, 2-0, 1-1) | Pittsburgh | Met Center 15 378 spectateurs |

| Feuille de match | Feuille de match | Feuille de match | Feuille de match                       | Feuille de match |
| ---------------- | --- | ---------------- | -------------------------------------- | ---------------- |
|                  | Gagner (Modano, Johnson) — 27 min 21 s Smith (Bellows, Dahlquist) — 27 min 54 s Duchesne (Gavin, Borten) — 42 min 1 s |                  | Bourque (Jágr, Trottier) — 41 min 23 s |                  |
| J. Casey         | Gardiens | T. Barrasso      |                                        |                  |
|                  | |                  |                                        |                  |
| 33               | Tirs | 30               |                                        |                  |

| 21 mai | Minnesota | 3-5 (1-3, 2-1, 0-1) | Pittsburgh | Met Center 15 378 spectateurs |

| Feuille de match | Feuille de match                                                                                         | Feuille de match | Feuille de match | Feuille de match |
| ---------------- | --- | ---------------- | --- | ---------------- |
|                  | Gagner (Bellows, Dahlen) — 18 min 22 s Propp (Gagner) — 33 min 10 s Modano (Propp, Gagner) — 38 min 25 s |                  | Stevens — 58 s Francis (Stevens, Mullen) — 2 min 36 s Lemieux (Recchi, Murphy) — 2 min 58 s Trottier (Errey, Jágr) — 29 min 55 s Bourque (Mullen, Lemieux) — 59 min 54 s |                  |
| J. Casey         | Gardiens                                                                                                 | T. Barrasso      | |                  |
|                  | |                  | |                  |
| 40               | Tirs | 24               | |                  |

| 23 mai | Pittsburgh | 6-4 (4-1, 1-2, 1-1) | Minnesota | Pittsburgh Civic Arena 16 164 spectateurs |

| Feuille de match             | Feuille de match | Feuille de match      | Feuille de match | Feuille de match |
| ---------------------------- | --- | --------------------- | --- | ---------------- |
|                              | Lemieux (Murphy, Coffey) — 5 min 36 s (SN) Stevens (Coffey, Murphy) — 10 min 8 s (SN) Recchi (Lemieux) — 11 min 45 s Recchi (Lemieux) — 13 min 41 s Francis (Mullen) — 36 min 26 s Loney (Murph, Francis) — 58 min 21 s |                       | Broten (Tinordi) — 14 min 52 s (IN) Gagner (Propp) — 26 min 54 s (IN) Gagner (Propp, Gavin) — 27 min 42 s Dahlen (Smith, Duchesne) — 41 min 36 s |                  |
| T. Barrasso — F. Pietrangelo | Gardiens | J. Casey — B. Hayward | |                  |
|                              | |                       | |                  |
| 31                           | Tirs | 25                    | |                  |

| 25 mai | Minnesota | 0-8 (0-3, 0-3, 0-2) | Pittsburgh | Met Center 15 378 spectateurs |

| Feuille de match                 | Feuille de match | Feuille de match                | Feuille de match | Feuille de match |
| -------------------------------- | ---------------- | ------------------------------- | --- | ---------------- |
|                                  |                  | 0-1 0-2 0-3 0-4 0-5 0-6 0-7 0-8 | Samuelsson (Taglianetti, Trottier) — 2 min (SN) Lemieux (Murphy) — 12 min 19 s Mullen (Stevens, Taglianetti) — 13 min 14 s Errey (Jágr, Lemieux) — 33 min 15 s Francis (Mullen) — 34 min 28 s Mullen (Stevens, Samuelsson) — 38 min 44 s Paek (Lemieux) — 41 min 19 s Murphy (Lemieux) — 53 min 45 s |                  |
| J. Casey — B. Hayward — J. Casey | Gardiens         | Tom Barrasso                    | |                  |
| 23 min                           | Pénalités        | 14 min                          | |                  |
| 39                               | Tirs             | 28                              | |                  |